# NGC 3644
NGC 3644 est une vaste galaxie spirale barrée située dans la constellation du Lion. NGC 3644 est découverte par l'astronome allemand Albert Marth en 1865. Cette galaxie est aussi observée par l'astronome français Guillaume Bigourdan le 14 avril 1888 et elle est inscrite à l'Index Catalogue sous la cote IC 684.

## Caractéristiques
La classe de luminosité de NGC 3644 est I et elle présente une large raie HI.

### Distance
Sa vitesse par rapport au fond diffus cosmologique est de 7 508 ± 26 km/s, ce qui correspond à une distance de Hubble de 110,7 ± 7,8 Mpc (∼361 millions d'al).
À ce jour, cinq mesures non basées sur le décalage vers le rouge (redshift) donnent une distance de 110,380 ± 12,744 Mpc (∼360 millions d'al), ce qui est à l'intérieur des valeurs de la distance de Hubble.

## Supernova
La supernova SN 1996V est découverte dans NGC 3644 le 28 mars 1996 par l'astronome américain Jean Mueller et K. M. Rykoski dans le cadre de l'étude POSS-II de l'observatoire Palomar avec le télescope de Schmidt Samuel-Oschin. Le type de cette supernova n'a pas été déterminé.